# Eugymnanthea inquilina
Eugymnanthea inquilina är en nässeldjursart som beskrevs av Palombi 1935. Eugymnanthea inquilina ingår i släktet Eugymnanthea och familjen Eirenidae. Inga underarter finns listade i Catalogue of Life.